# Аккайнар (Алматинская область)
Аккайнар (каз. Аққайнар, до 1993 г. — Прудки) — село в Жамбылском районе Алматинской области Казахстана. Административный центр и единственный населённый пункт Аккайнарского сельского округа. Код КАТО — 194235100.

## История
Первое человеческое поселение здесь появилось в бронзовом веке — Каракыр. Село Кастекское основано в 1912 году. В 1913 году в нём насчитывалось 48 дворов. Село входило в состав Кастекской волости Отарского участка Верненского уезда Семиреченской области.

## Население
В 1999 году население села составляло 1916 человек (961 мужчина и 955 женщин). По данным переписи 2009 года в селе проживали 2754 человека (1348 мужчин и 1406 женщин).

## Известные жители и уроженцы
- Абсаметов, Кудыс (1920—2007) — Герой Социалистического Труда.